# Mayflower (Arkansas)
Mayflower ist eine City im Faulkner County im US-amerikanischen Bundesstaat Arkansas mit 2312 Einwohnern (Stand: 2012).

## Geographie
Mayflower liegt 15 Kilometer südlich von Conway und 40 Kilometer nordwestlich von Little Rock. Im Osten befindet sich der Lake Conway. Der Interstate 40 verläuft durch die östlichen Bezirke von Mayflower.

## Geschichte
Die Ureinwohner der Region waren die Choctawindianer. Der Stamm verkauft dieses Land an die US-Regierung. Die ersten Siedler kamen um 1778. Wegen des Waldreichtums der Gegend entwickelte sich der Ort bald zu einem attraktiven Platz, um Holz als Brennstoff für die Dampflokomotiven zu gewinnen. Im Jahr 1880 wurde ein Postamt eröffnet. Während einiger Bauarbeiten an der Little Rock and Fort Smith Railroad hatte der verantwortliche Bauleiter für diesen Abschnitt sein Büro auf Rädern in einem umgebauten Pullmanwagen, der den Namen Mayflower trug. Dieser Name wurde auch als Identifikation für das Senden und Empfangen von Telegrafenmeldungen verwendet und schließlich für den gesamten Ort übernommen. In den 1930er Jahren wurde die Lage des Ortes wegen eines Autobahnbaus geringfügig verändert. Mit dem Bau des Lake Conway Staudamms wurde der Lake Conway 1948 aufgestaut und auf ca. 27 km² vergrößert. Damit begann für Mayflower ein beträchtlicher Aufschwung in den Bereichen Wassersport und Fischereiwesen. Auch wurden Wanderwege (nature trails) am See und in die waldreiche Umgebung angelegt, von denen aus die artenreiche Flora und Fauna beobachtet werden kann. Es wurden beispielsweise 35 Brutvogelarten und weitere 75 Arten als Durchzügler bzw. Sommergäste festgestellt. In den Wäldern kommt auch der Weißwedelhirsch vor.
Mayflower löste durch zwei Ereignisse Schlagzeilen aus:
- Am 29. März 2013 ereignete sich der Mayflower oil spill, als eine Pipeline der  ExxonMobil, die Schweres Rohöl transportierte, barst und große Mengen des Rohöls sich in die Stadt ergossen. Das Ausmaß war so groß, dass Häuser evakuiert werden mussten und es erhebliche Schäden an Gebäuden gab.[3]
- Am 27. April 2014 wurde die Region um Mayflower von einem Tornado heimgesucht, der 16 Menschenleben forderte und hunderte von Häusern komplett zerstörte oder schwer beschädigte.[4]

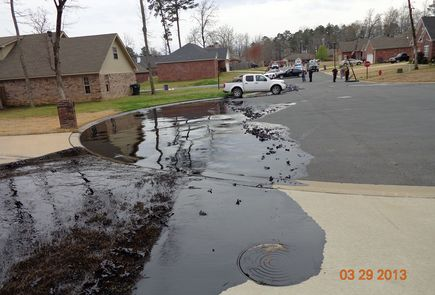
Mayflower oil spill 2013
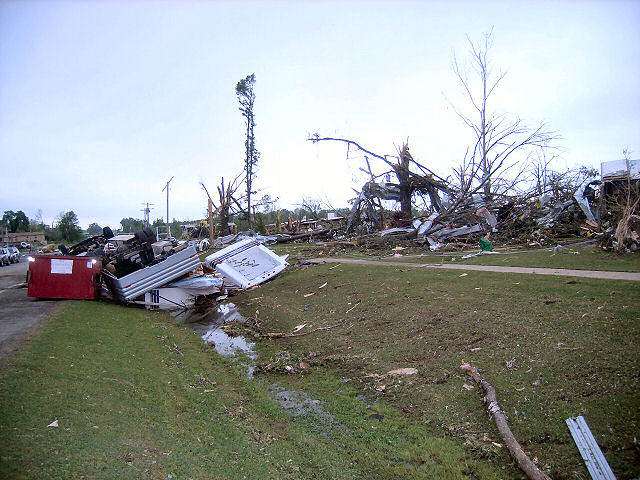
Tornadoschäden 2014

## Demografische Daten
Im Jahr 2012 wurde eine Einwohnerzahl von 2312 Personen ermittelt, was eine Zunahme um 41,8 % gegenüber 2000 entspricht. Das Durchschnittsalter lag 2012 mit 39,8 Jahren unterhalb des Wertes von Arkansas, der 42,2 Jahre betrug. 13,4 % der heutigen Bewohner gehen auf Einwanderer aus Irland zurück. Weitere nennenswerte Zuwanderungsgruppen während der Anfänge des Ortes kamen zu 11,6 % aus England und zu 10,5 % aus Deutschland.